# Didymodoxa
Didymodoxa es un género botánico con 6 especies de plantas de flores perteneciente a la familia Urticaceae.

## Especies seleccionadas
- Didymodoxa acuminata
- Didymodoxa caffra
- Didymodoxa capensis
- Didymodoxa cuneata
- Didymodoxa debilis
- Didymodoxa integrifolia